# Nový Svět (Hradčany, Prague)
Nový Svět (en français, Nouveau Monde), est un petit quartier de Prague, situé dans le quartier de Hradčany à Prague 1. Il se trouve au nord-ouest du château de Prague, près des anciens remparts de la ville, dans le voisinage de la rue éponyme. C'est un endroit très pittoresque avec ses rues étroites et sinueuses, ses vieux pavés, ses réverbères à l'ancienne, ses placettes et ses petites maisons colorées, à l'écart des grands itinéraires touristiques.

## Histoire
C'est en fait un ancien faubourg villageois de Prague. En l'an 1360 c'est sur décision de l'empereur Charles IV que l'endroit est incorporé à Hradčanům dans les nouvelles fortifications de la ville. L'origine de la formation de cette partie de Hradčany n'est pas connue avec précision. On sait cependant qu'à l'époque, les domestiques ou ouvriers du château habitaient ici dans de petites maisons. Plus tard, les maisons locales ont été habitées principalement par des pauvres. Les privations, le chômage et la faim étaient omniprésents dans ces endroits. De nombreuses familles pauvres étaient entassées dans des pièces minuscules. 

## Des résidents distingués
Aujourd'hui le quartier est devenu très prisé et fait partie des plus côtés de Prague. Depuis les années 1960, l'endroit est habité principalement par des artistes et recherché par les visiteurs car c’est une zone protégée, une zone piétonne et l’un des coins les plus calmes de Hradčany.
A Nový Svět ont vécu ou vivent beaucoup de grands artistes tels que le réalisateur et animateur Jan Švankmajer, le sculpteur Josef Nálepa, les réalisateurs de films Jindřich Polák, Karel Kachyňa, les peintres Milan Knížák et Jan Zrzavý, le designer Borek Sipek, les graphistes Jiri Anderle et Vladimir Suchanek, les photographes Jan Reich et Ota Pajer, le peintre Reon Argondian (Jan Zahradnik) ou encore au XVIe siècle le célèbre astronome danois Tycho Brahe.

## Galerie

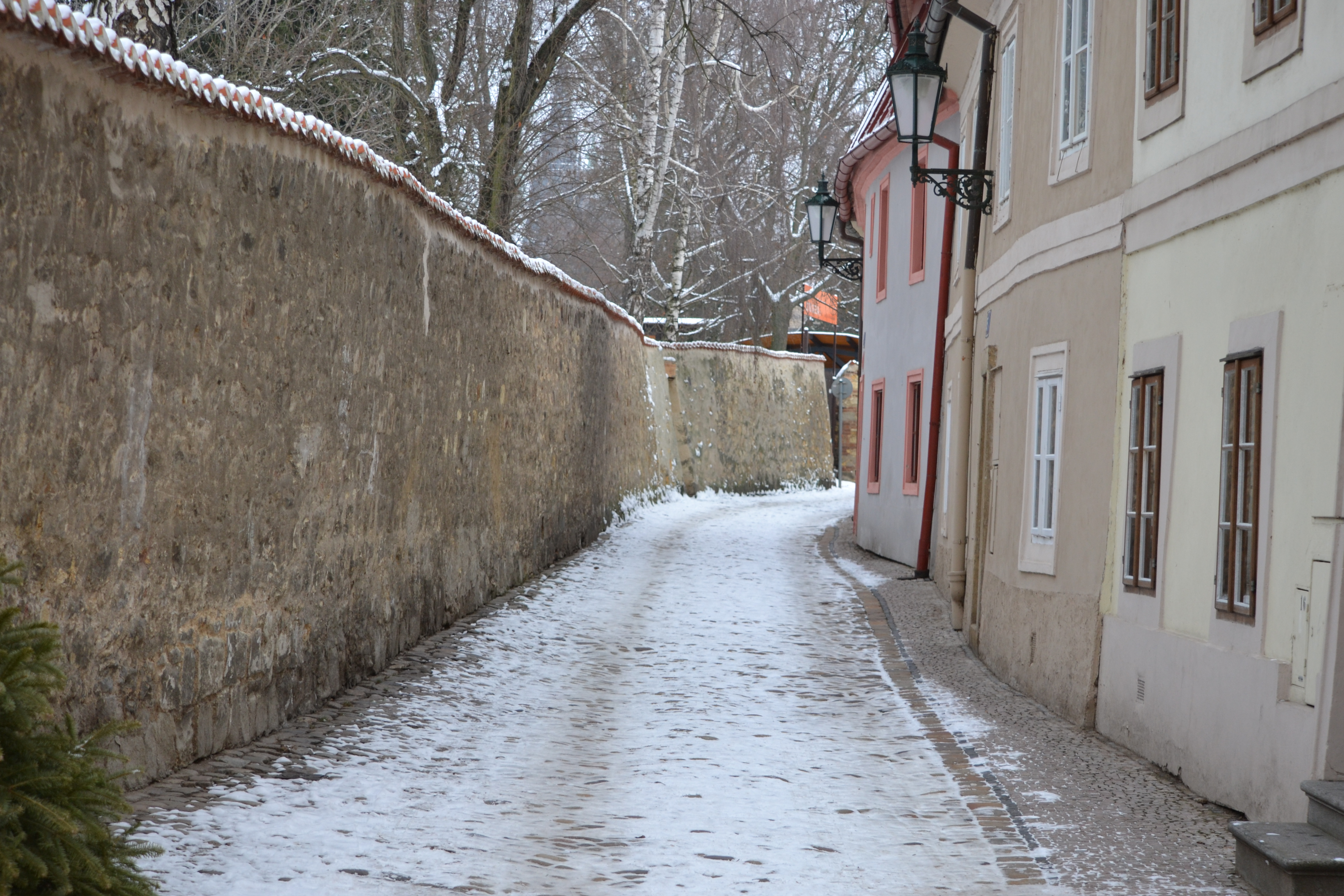
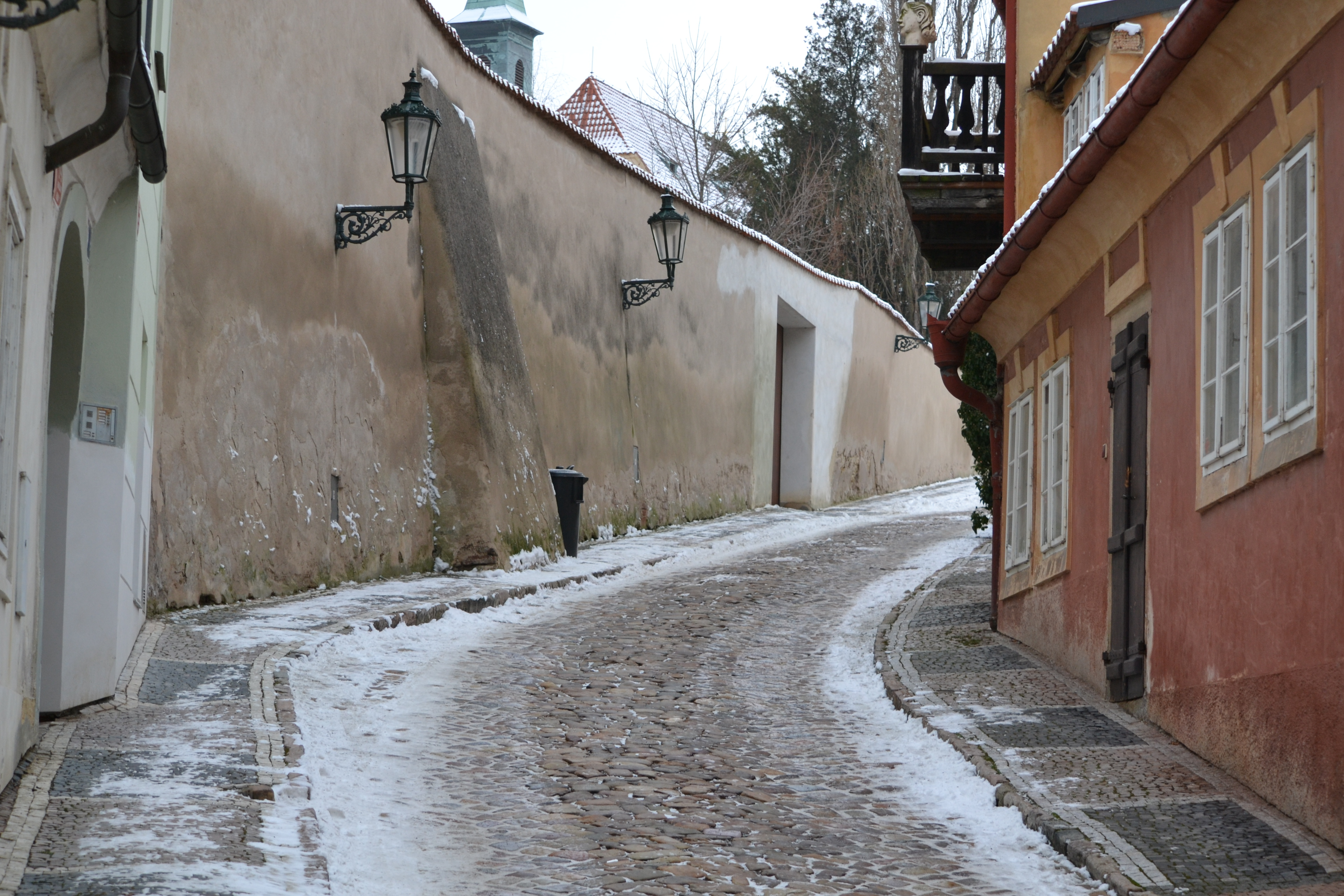
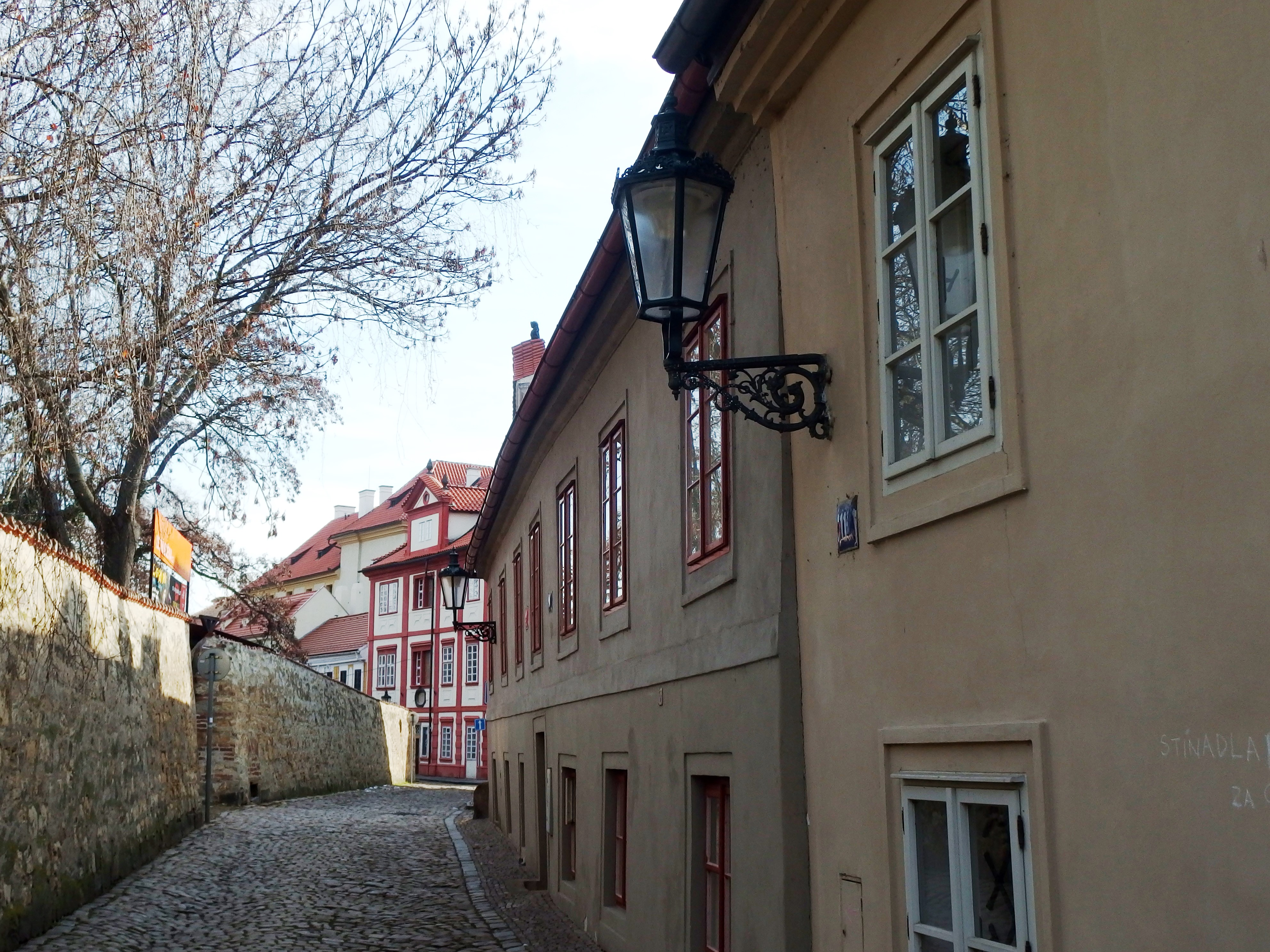
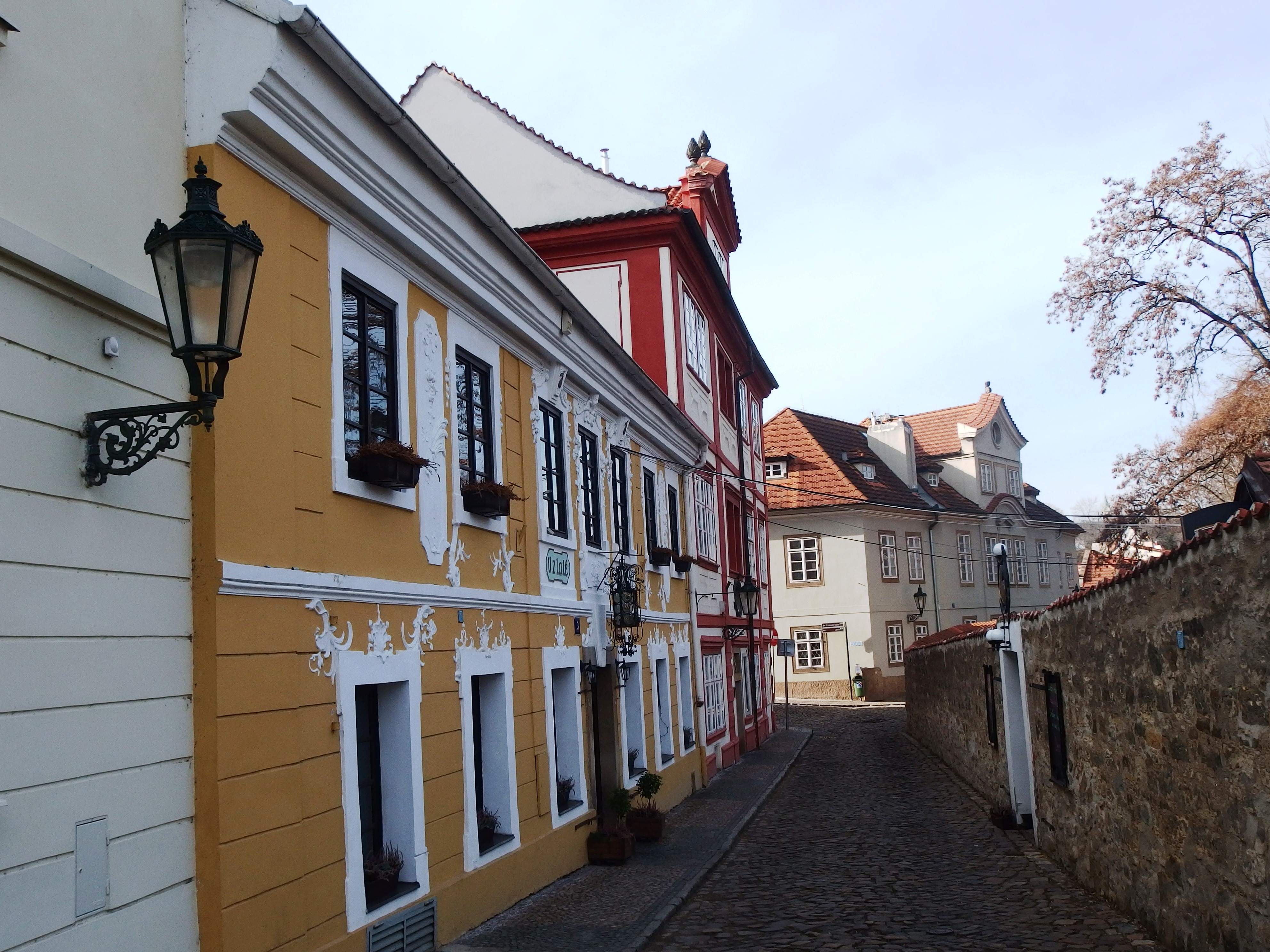
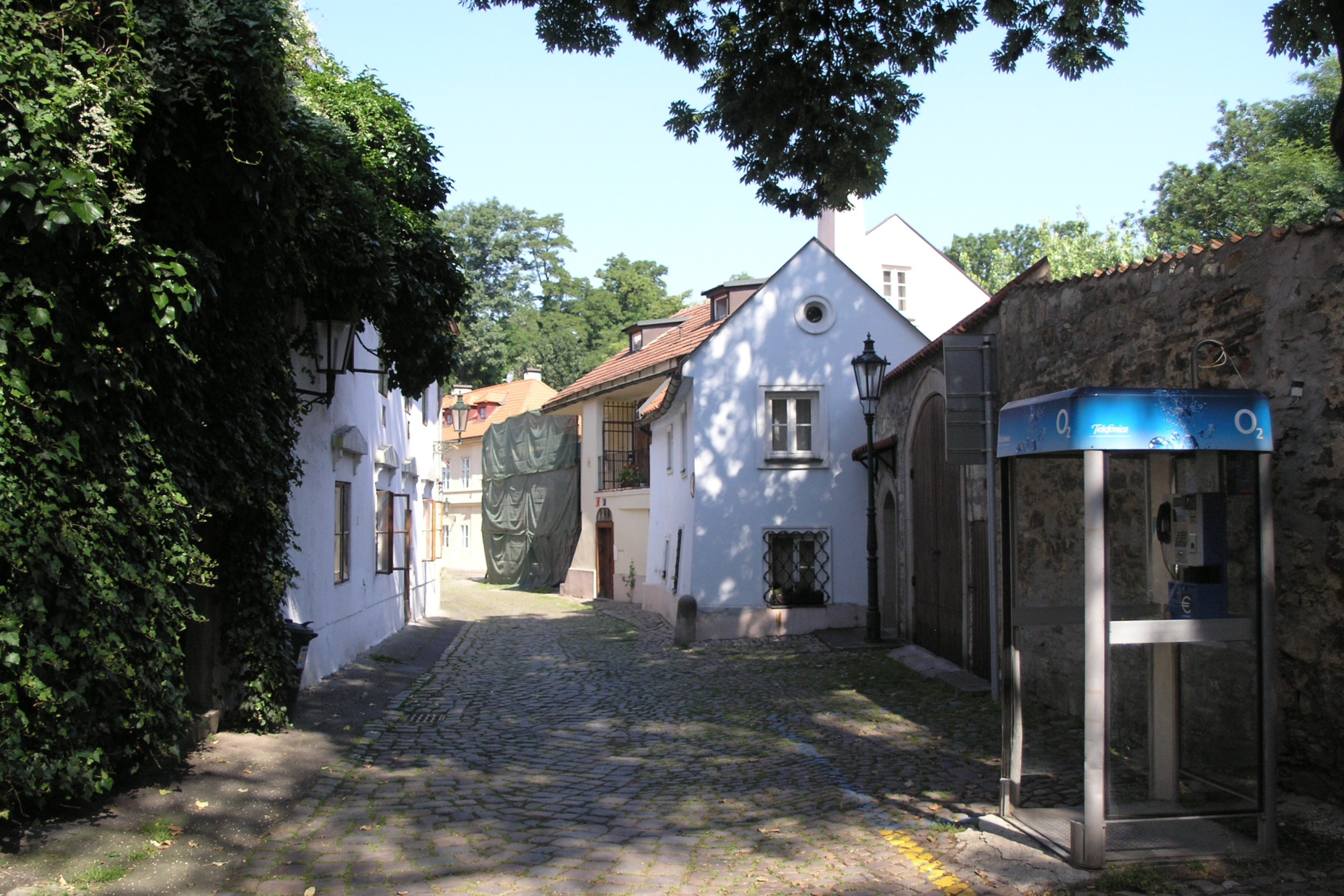
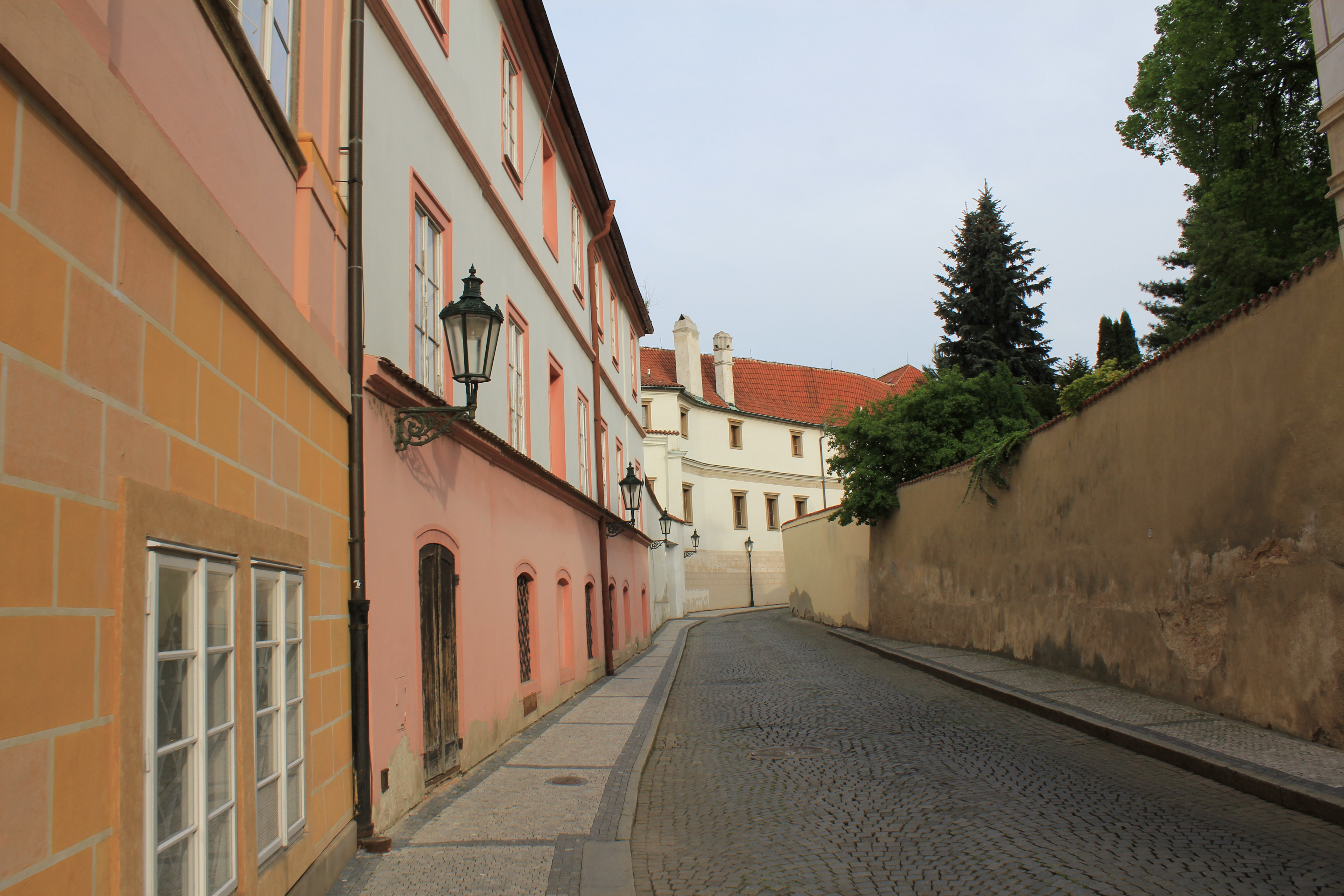
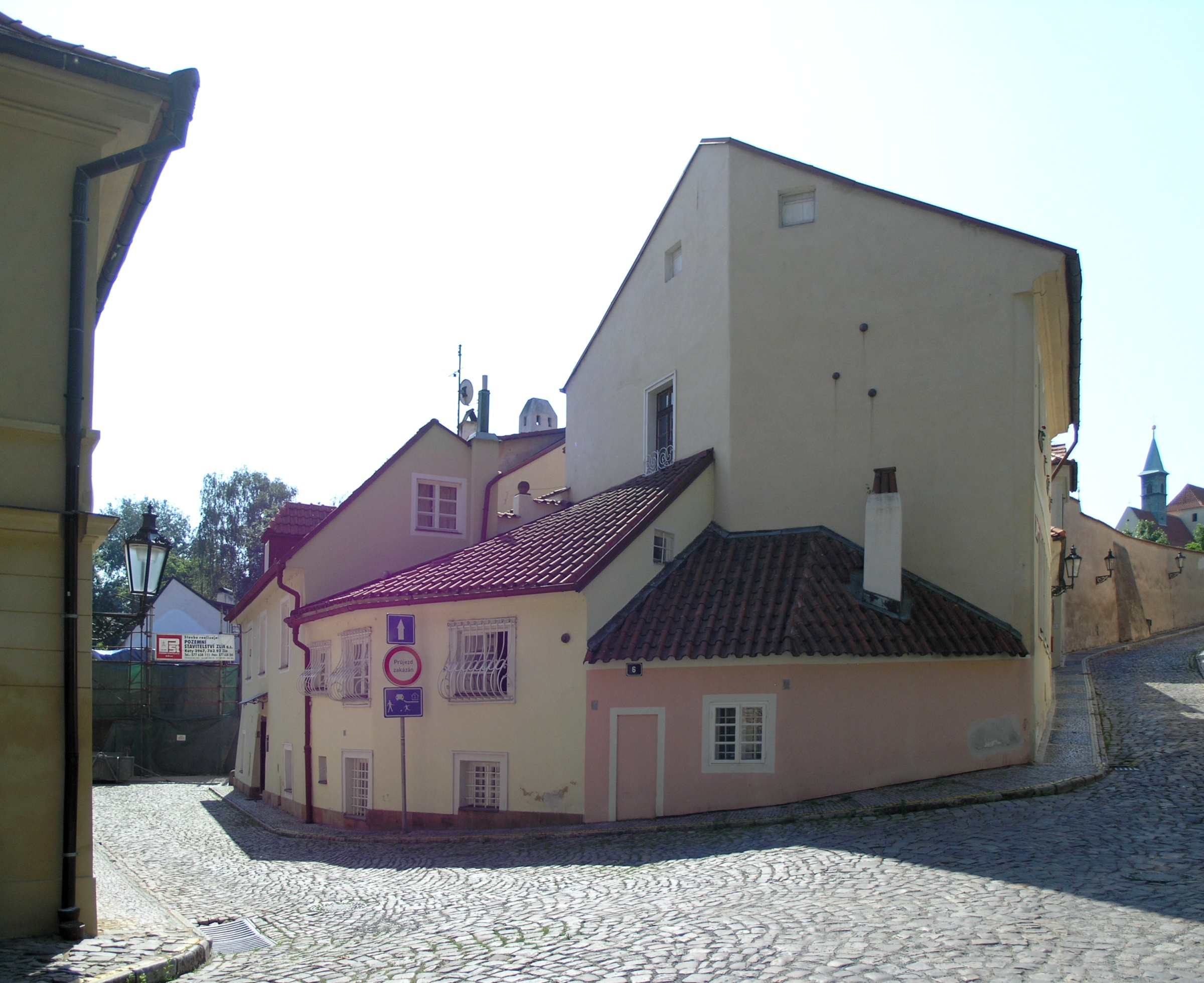
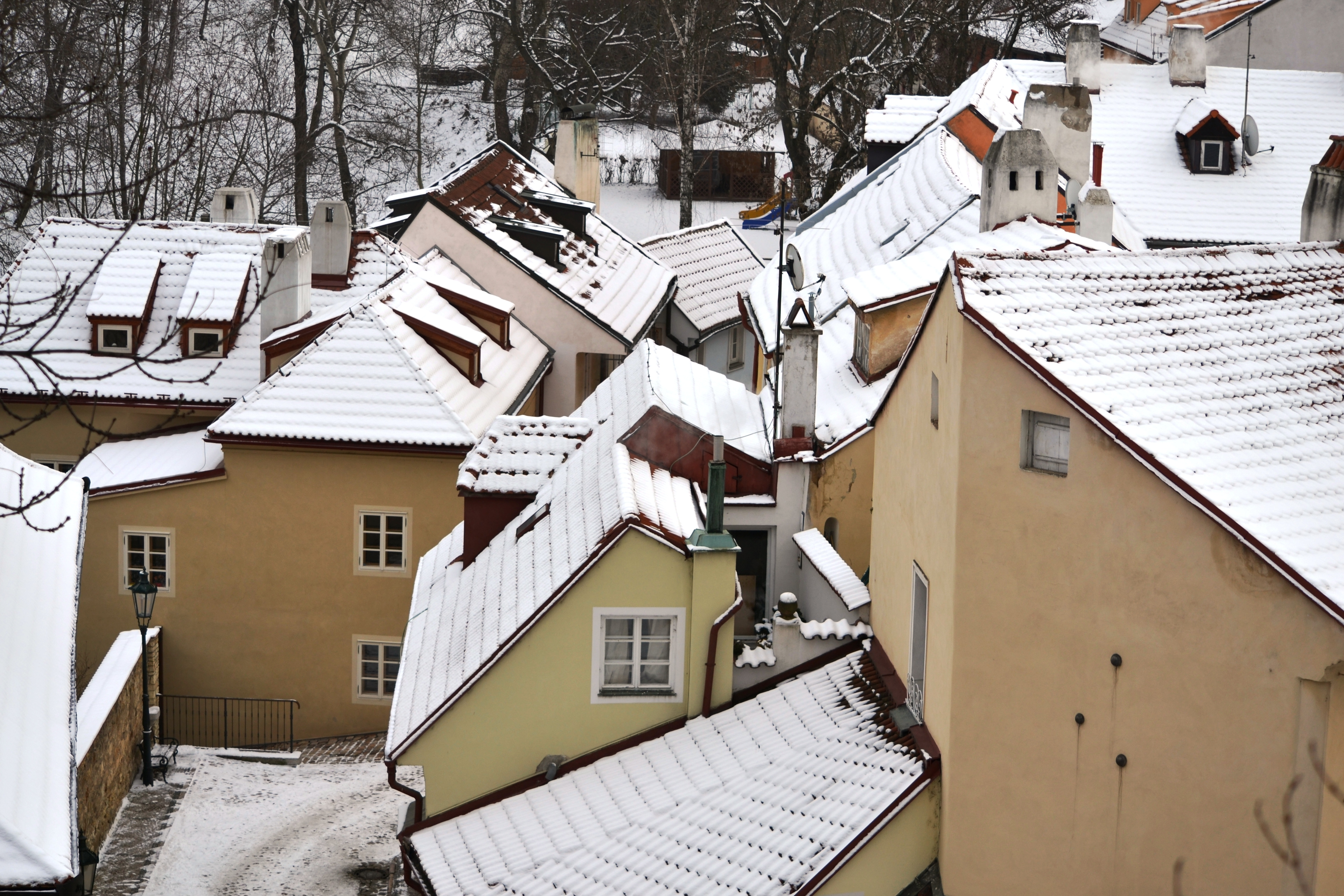
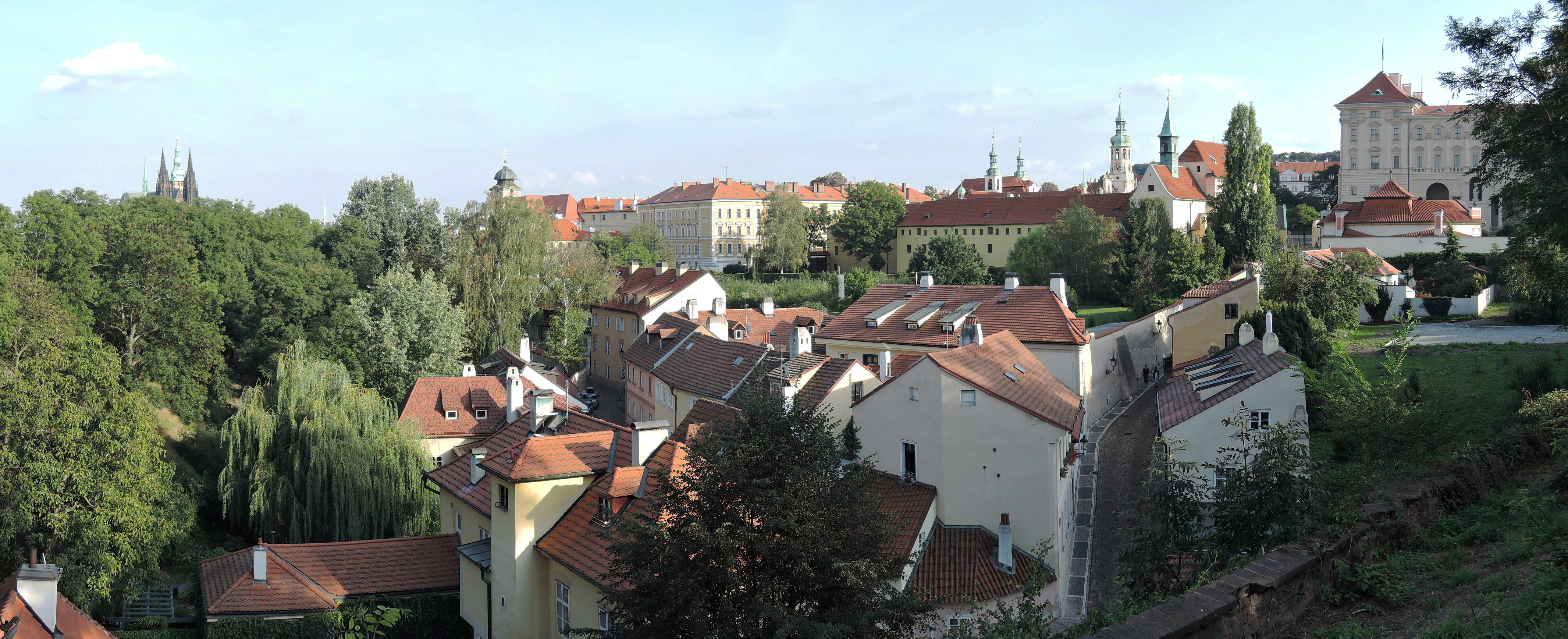
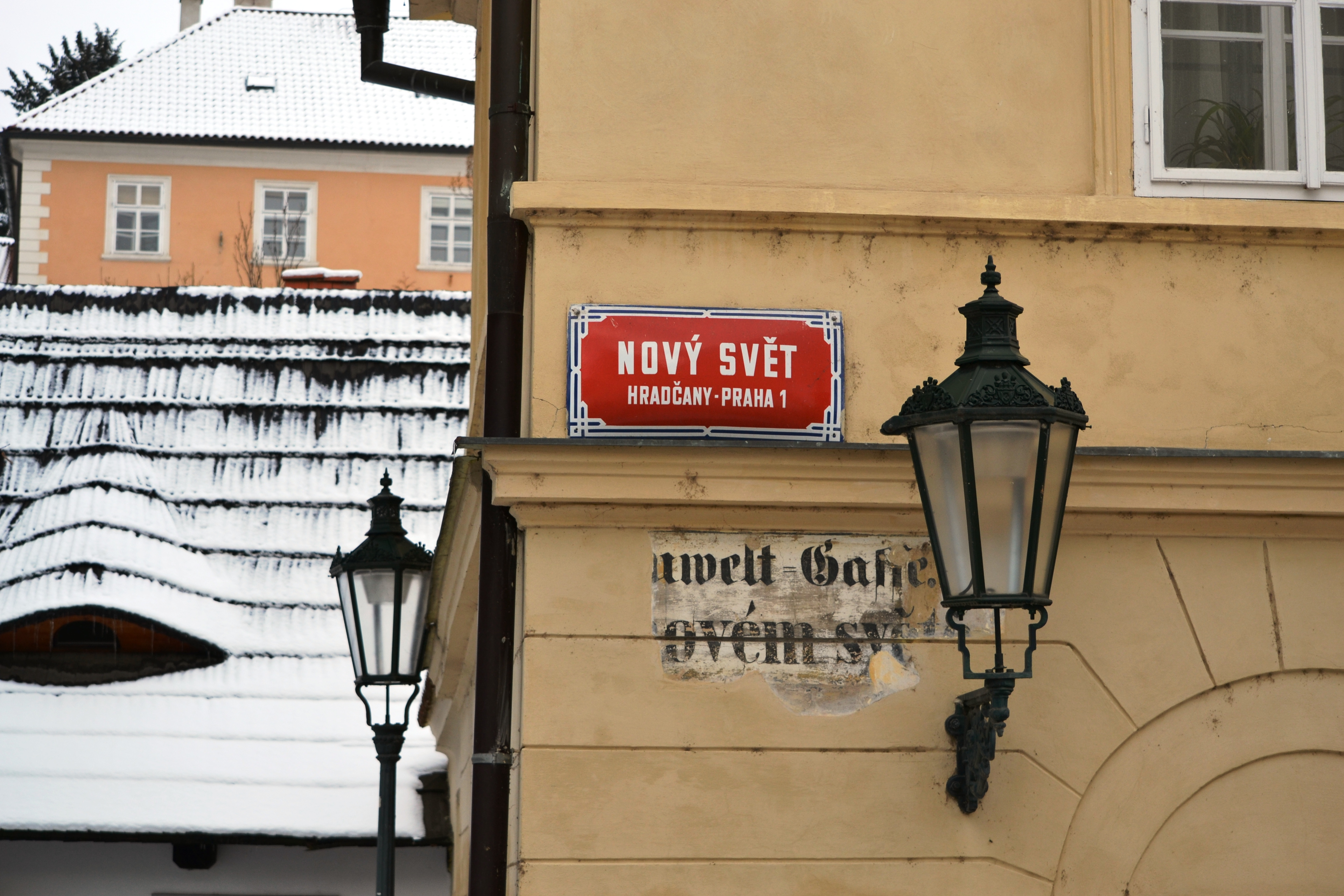

## Articles liés
- Maison Au Raisin Doré, 5 rue Novy Svet
- Rue Kapucínská
- Rue Černínská
- Rue Na Náspu
- Maison de Josef Lumbe

## Lieux et institutions à proximité
- Sanctuaire Notre-Dame-de-Lorette (Loreta)
- Cimetière militaire
- Le couvent des Capucins de Hradcany
- L'église Saint-Jean-Népomucène (Château de Prague)
- Palais Černín (siège du Ministère des affaires étrangères de la République Tchèque)